# Crocus cartwrightianus
 (décembre 2020).
Espèce
Classification phylogénétique
Crocus cartwrightianus est une espèce de Crocus de l'est de la Méditerranée à floraison automnale.
Crocus cartwrightianus est l'ancêtre présumé du crocus domestique Crocus sativus, le safran. La relation phylogénétique entre Crocus cartwrightianus (diploïde) et Crocus sativus (triploïde stérile) est évidente. L’analyse de l’ADN nucléaire de Crocus sativus confirme que Crocus cartwrightianus est l’ancêtre le plus vraisemblable du safran. Il n’est cependant pas formellement établi si d’autres espèces, notamment Crocus thomasii et Crocus pallasii, ont participé à d’anciennes hybridations qui ont finalement abouti à Crocus sativus.
La forme blanche de Crocus cartwrightianus (Crocus cartwrightianus ‘Albus’) est souvent confondue avec Crocus hadriaticus, une espèce à fleur blanche qui pousse dans les mêmes régions. Crocus hadriaticus a un style qui se divise au-dessus de la gorge de la fleur et qui ne dépasse pas la moitié des tépales. Crocus cartwrightianus a un style plus long qui est déjà divisé dans la gorge de la fleur.